# Marina Arrate Palma
Marina Arrate Palma (Osorno, 14 de febrer de 1957) és una poeta i psicòloga clínica xilena. Estudià psicologia a la Universidad Católica de Chile, i fou màster a la universitat de Concepción. Començà a publicar el 1985 a la revista LAR de Concepción (ciutat xilena). De retorn a Santiago, creà l'editorial Libros de la Elipse. Ha estat docent a diverses universitats com la Universidad Tecnológica Metropolitana i al Centro de Género y Cultura de América Latina (CEGECAL) de l'Universidad de Chile. El 2003 va rebre el Premio Municipal de Poesía de Santiago per Trapecio.

## Obres
- Este Lujo de Ser, 1986, Editorial LAR, Concepción.
- Máscara Negra, 1990, Editorial LAR, Concepción.
- Tatuaje, 1992, Editorial LAR, Concepción.
- Compilación de su Obra Publicada, 1996, Editorial Tierra Firme, Buenos Aires, Argentina.
- Uranio, 1999, Editorial LOM, Santiago.
- Trapecio, 2002, Editorial LOM, Santiago. Premio Municipal de Poesía de Santiago 2003
- El Libro del Componedor, 2008, Sello Editorial Libros de la Elipse, Santiago.
- Satén, 2009, Editorial Pen Press Arxivat 2011-07-10 a Wayback Machine., New York, EUA
- Carta a Don Alonso de Ercilla y Zúñiga, Memoria Poética. Reescrituras de la Araucana, 2010